# Biuletyn Historyczny Marynarki Wojennej
Biuletyn Historyczny Muzeum Marynarki Wojennej w Gdyni – rocznik  wydawany od 1963 roku, początkowo przez Wydział Historyczny Zarządu Politycznego Marynarki Wojennej. Pismo ukazywało się nieregularnie, od 1971 roku pod nazwą Biuletyn Historyczny. Od 1980 roku wydawcą jest Muzeum Marynarki Wojennej w Gdyni. W piśmie publikowane są artykuły naukowe dotyczące historii polskiej marynarki wojennej. Dotyczą one: ludzi, okrętów, jednostek lądowych i instytucji oraz zakładów Marynarki Wojennej w XX wieku. Od 2003 roku czasopismo ukazuje się regularnie jako rocznik, od 2016 pod nazwą Biuletyn Historyczny Muzeum Marynarki Wojennej w Gdyni.